# Restigné
Restigné – miejscowość i gmina we Francji, w Regionie Centralnym, w departamencie Indre i Loara.
Według danych na rok 1990 gminę zamieszkiwało 1187 osób, a gęstość zaludnienia wynosiła 56 osób/km² (wśród 1842 gmin Regionu Centralnego Restigné plasuje się na 331. miejscu pod względem liczby ludności, natomiast pod względem powierzchni na miejscu 615.).